# 不萊梅的羅蘭像
不萊梅的羅蘭像是位於德國城市不萊梅的一座雕像，建於1404年，雕像主人公是中世紀文學作品羅蘭之歌中登場的英雄羅蘭。不萊梅共有四座羅蘭雕像，以馬爾庫特廣場的羅蘭像最為著名。雕像高5.47米，頂棚則高10.21米。羅蘭像最早是個木像，後被火燒毀，之後重建為石像。羅蘭像在歷史上多次遭到危機，但都得到市民保護。傳說不萊梅市政廳的地下還藏有第二座羅蘭像。現在羅蘭像和不萊梅市政廳一起被列入世界文化遺產。